# Западни Малки Зондски острови
Западни Малки Зондски острови е една от провинциите на Индонезия. Населението ѝ е 4 830 118 жители (по преброяване от май 2015 г.), а има площ от 18 572 кв. км. Намира се в часова зона UTC+8.
Религиозният ѝ състав през 2010 г. е: 96% мюсюлмани, 3% хиндуисти и 1% будисти. Провинцията е разделена административно на 2 общини и 8 регентства и е основана през 1951 г.